# Vikøyri
Vikøyri är en kyrkby som utgör centralort och enda tätort i Viks kommun i Vestland fylke i västra Norge. Orten ligger vid riksväg 13, på södra sidan av Sognefjorden. Här finns de båda medeltidskyrkorna Hopperstads stavkyrka och Hove kyrka samt Viks kyrka.

## Bilder

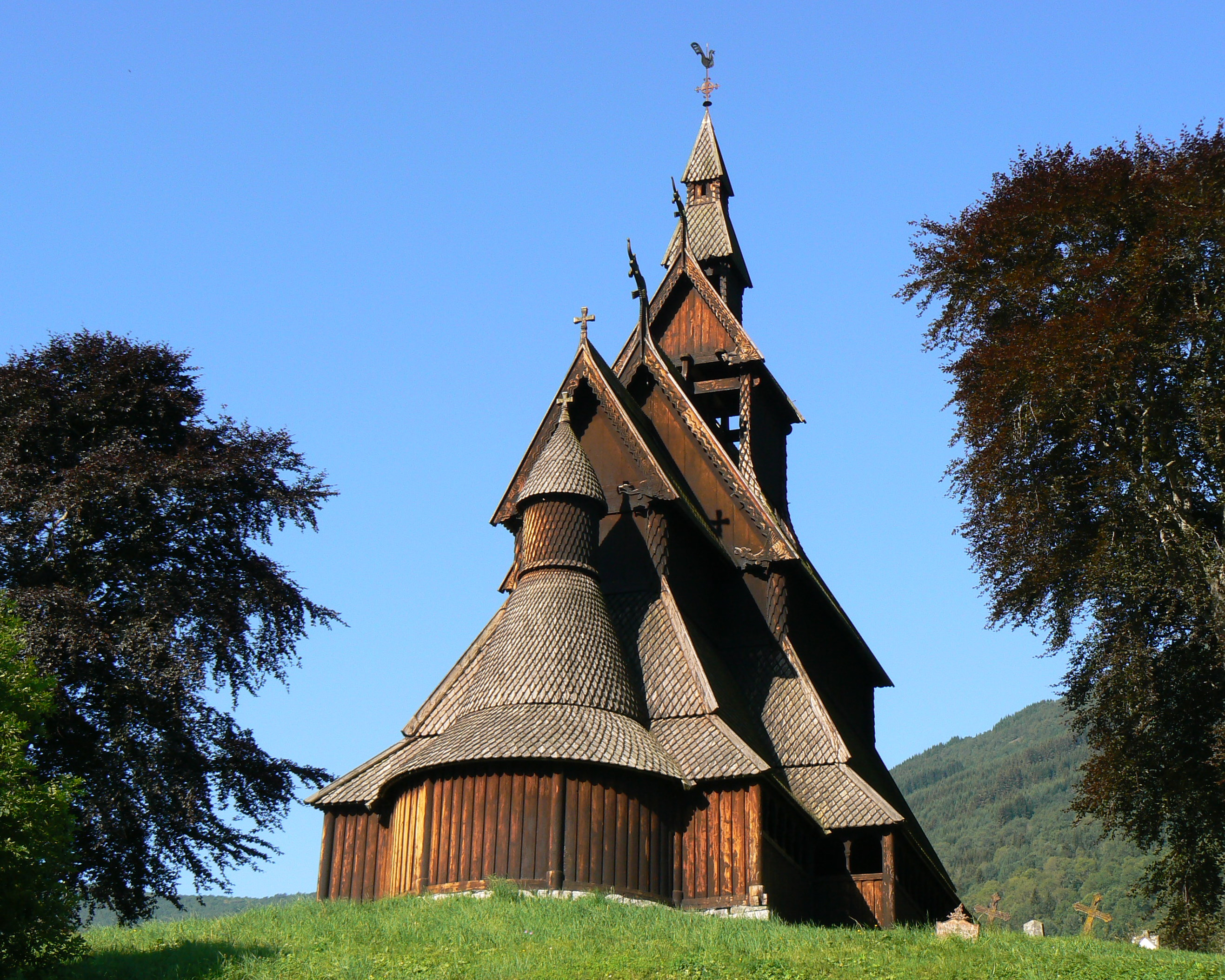
Hopperstads stavkyrka.
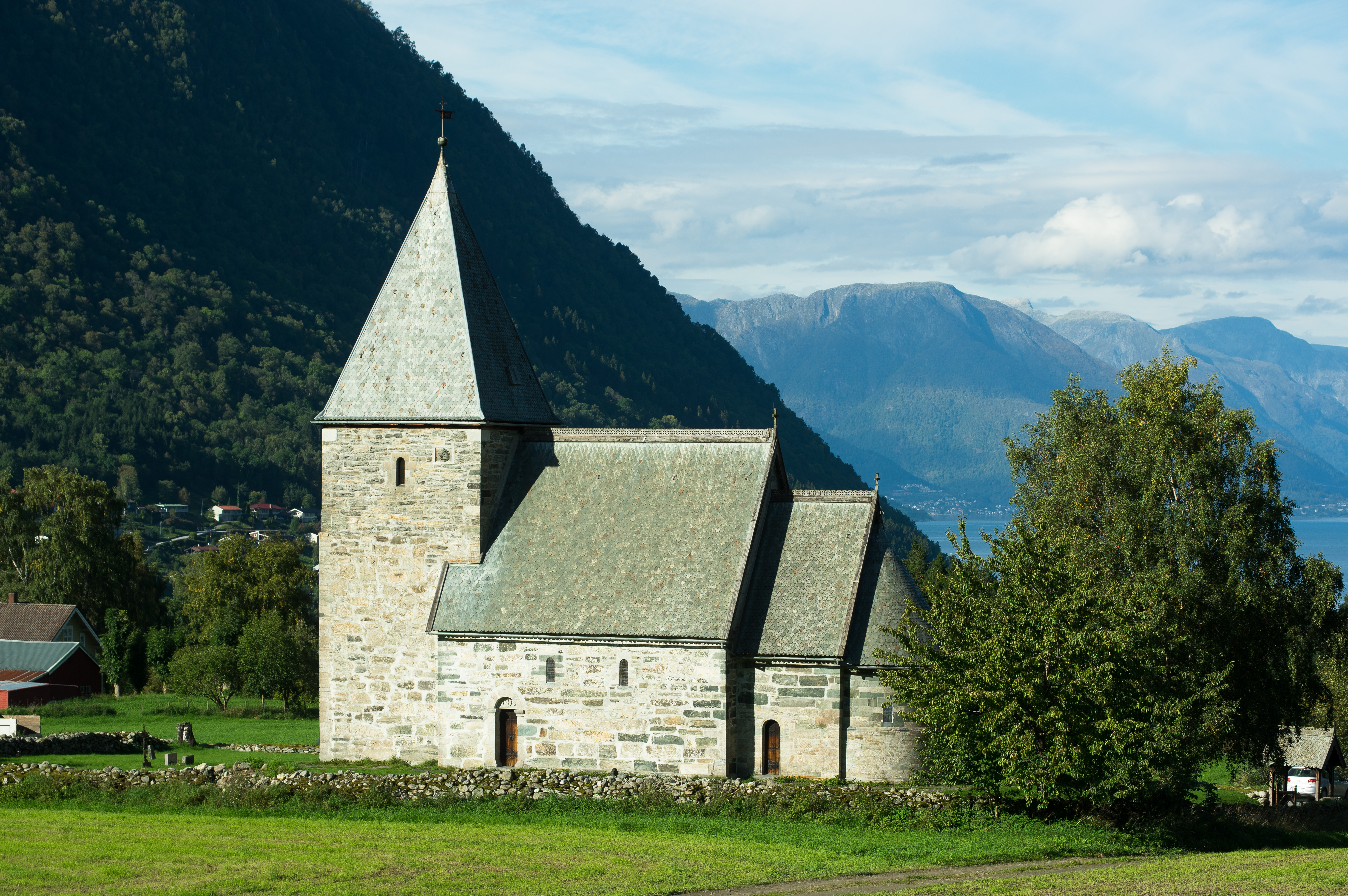
Hove kyrka.
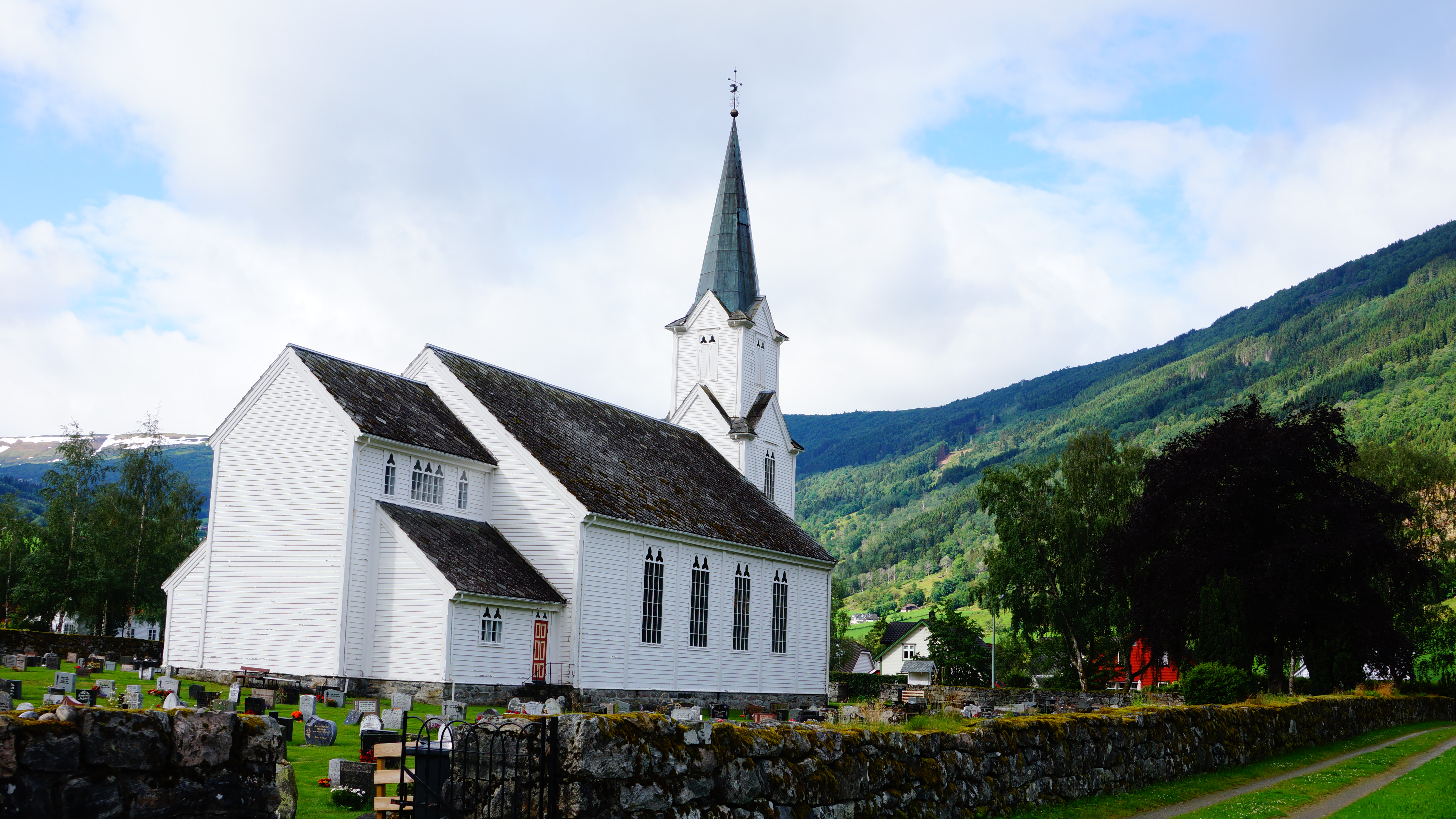
Viks kyrka.